# Manuel Apicella
Manuel Apicella (Longjumeau, Frankrijk, 19 april 1970) is een Franse schaker met een FIDE-rating van 2519 in 2005 en 2524 in 2015. Hij is, sinds 1995, een grootmeester. 
In 1992 won hij in Straatsburg het Franse Schaakkampioenschap. Zes keer won won hij het Franse teamkampioenschap:  in 1986 spelend voor Caissa,  en in 1989, 1992, 1996, 1997 en 1999 spelend voor Clichy. De Franse 'Team Cup' won hij vijf keer: in 1992, 1996, 1998, 2001 en 2006.  In de Britse 4NCL competitie (Four Nations Chess League)  speelde hij voor het team Hilsmark Kingfisher. Spelend voor het Franse nationale U26 team behaalde hij de derde plaats in het U26 wereldkampioenschap in 1993. Bij de Europese teamkampioenschappen speelde hij twee keer voor het Franse nationale team (1989 en 1992). Bij drie Schaakolympiades speelde hij in het Franse team (in 1994, 1996 en 2000).
Van 15 t/m 27 augustus 2005 speelde hij mee in het toernooi om het kampioenschap van Frankrijk en eindigde hij met 3.5 punt uit 11 ronden op de twaalfde plaats.